# Yuwipi
Een Yuwipi is een Lakota helingsceremonie. Tijdens de ceremonie is de heler gebonden in een speciaal deken met touwen. De Lakota geloven dat, elke keer wanneer een heler de ceremonie uitvoert, hij een gedeelte van zijn leven afgeeft.